# Grinderman (album)
Pour le groupe, voir Grinderman.
Albums de Grinderman
Grinderman 2
(2010)
Singles
1. Get It On
Sortie : 8 janvier 2007
2. No Pussy Blues
Sortie : 17 février 2007
3. (I Don't Need You To) Set Me Free
Sortie : 30 avril 2007

Grinderman est le premier album du groupe de rock éponyme Grinderman sorti le 5 mars 2007. Les quatre musiciens des Bad Seeds qui composent le groupe désiraient avec cet enregistrement revenir à la musique qu'ils jouaient dans le passé, plus brutale et violente. Le style est complètement différent de la musique récente de Nick Cave.

## Liste des titres
Paroles par Nick Cave. Musique par Grinderman.
1. Get It On - 3:07
2. No Pussy Blues - 4:20
3. Electric Alice - 3:15
4. Grinderman - 4:33
5. Depth Charge Ethel - 3:47
6. Go Tell The Women - 3:24
7. (I Don't Need You To) Set Me Free - 4:06
8. Honey Bee (Let's Fly To Mars) - 3:18
9. Man In The Moon - 2:10
10. When My Love Comes Down - 3:32
11. Love Bomb - 4:26

## Singles
- Get It On (sorti le 8 janvier 2007)
- No Pussy Blues
- (I Don't Need You To) Set Me Free

## Composition du groupe
- Nick Cave : chant, guitare électrique, orgue électrique, piano
- Warren Ellis : bouzouki électrique, Mandocaster (mandoline électrique solidbody), violon alto, violon, guitare acoustique, Hohner Guitaret (?), chœurs
- Martyn P. Casey : guitare basse, guitare acoustique, chœurs
- Jim Sclavunos : batterie, percussions, chœurs